# Aethaloida homopteroides
Aethaloida homopteroides là một loài bướm đêm trong họ Geometridae.